# 集成館事業

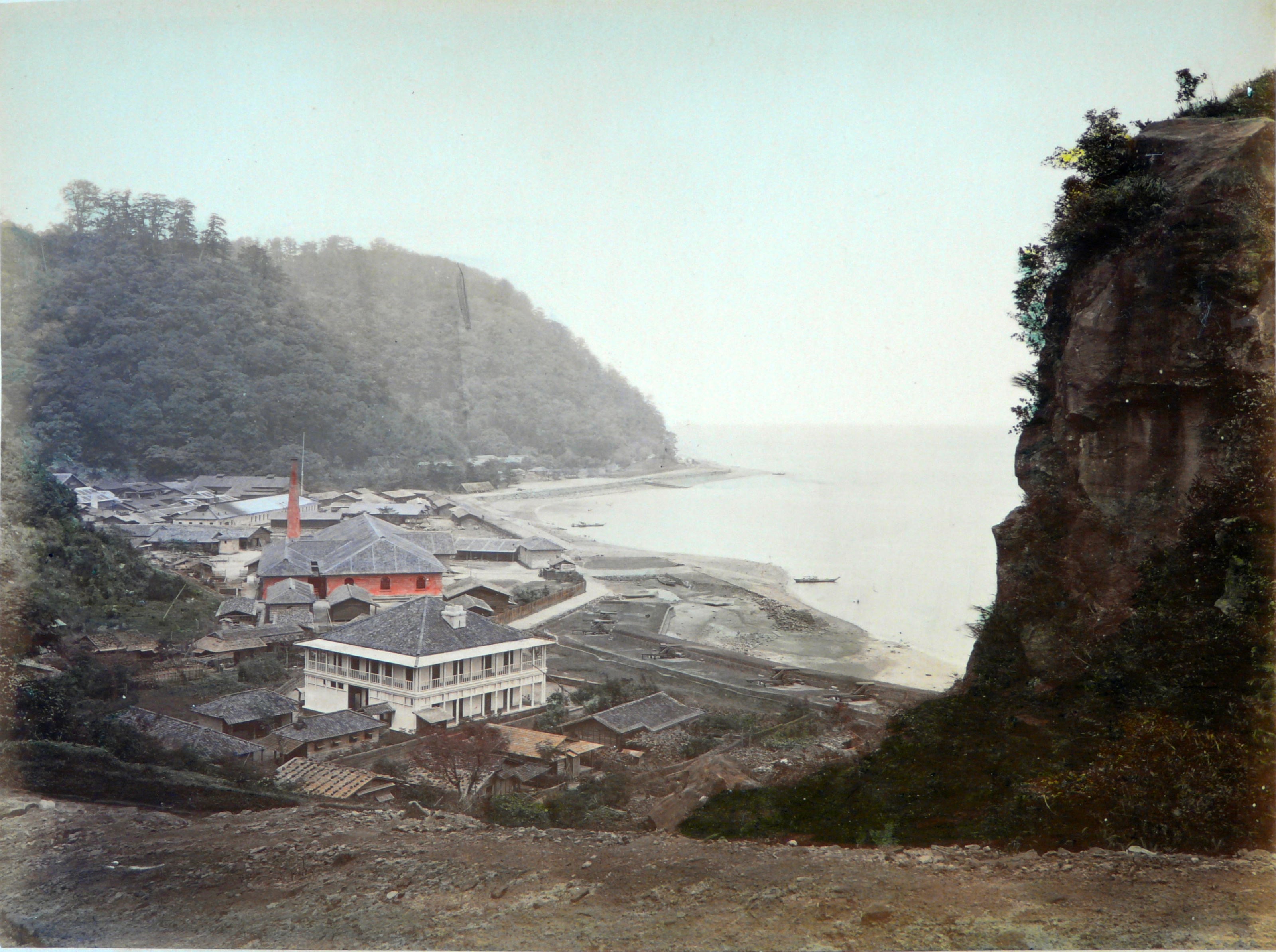
1872年頃の磯地区。集成館事業に関連する建物が多く見える

集成館事業（しゅうせいかんじぎょう）は、薩摩藩第28代当主島津斉彬によって始められた近代的西洋式工場群「集成館」を中心に展開された事業の総称。

## 概要
集成館は薩摩藩磯別邸（仙巌園）の隣接地に開設されたが、「集成館事業」という場合には、斉彬が長崎や桜島で行った造船事業、江戸で行った蒸気機械製造、田上や永吉で行った紡績事業等を含まれる。

### 事業の開始
1851年（嘉永4年）に薩摩藩主に就任した島津斉彬は、磯別邸（現在の鹿児島市磯地区）の隣接地を切り開いて近代洋式工場群の建設に取り掛かった。具体的には1852年（嘉永5年）の反射炉建設に始まる。「集成館」は1857年（安政4年）8月に命名されたものである。
初期には大砲や洋式軍艦の製造に重きが置かれ、最初に反射炉や溶鉱炉、その後に硝子工場や鍛冶場が建設された。
しかし、1858年（安政5年）に斉彬が死去すると、藩財政を危惧した島津斉興によって事業は縮小された。斉興の死後、1859年（安政6年）には島津久光が藩主島津忠義の後見人となって再び事業が進められたが、1863年（文久3年）7月の薩英戦争で工場群は焼失した。薩英戦争後、仮工場が建設されて事業を再開したが、これを機に経済基盤となる産業育成も視野に入れられるようになった。
その後、1865年（慶應元年）に石造の機械工場、1867年（慶應3年）に鹿児島紡績所が建設された。

### 明治維新後
明治維新後も生産活動は継続し、1872年（明治5年）、集成館は明治政府の陸軍省の所管となり大砲製造所と改称された。その後、1874年（明治7年）に海軍省に移管されて鹿児島製造所、1876年（明治9年）に鹿児島造船所と改称した。
1889年（明治22年）には島津家の所有に戻され、当時島津家が経営していた鉱山事業のための機械類の製造が行われた。1892年（明治25年）には島津忠義が隣地に産業施設の就成所を設けている。
集成館が正式に廃止されたのは1915年（大正4年）である。

## 尚古集成館
島津斉彬による集成館事業を顕彰するため、機械工場の建物を活用する形で1923年（大正12年）5月22日に尚古集成館が開館した。

## 主な事業
- 雲行丸（日本初となる蒸気船）の建造

## 産業遺産

鹿児島市内における3資産の配置図

集成館事業のうち、製鉄・造船に関わる機械工場、反射炉跡など3資産が「明治日本の産業革命遺産 製鉄・製鋼、造船、石炭産業」として世界文化遺産に登録されている。
- 旧集成館
  - 旧集成館反射炉跡（仙巌園内）
  - 旧集成館機械工場（尚古集成館）
  - 旧鹿児島紡績所技師館（鹿児島異人館）
- 寺山炭窯跡
- 関吉の疎水溝